# Funkcja addytywna (algebra)
Funkcja addytywna – funkcja, która jest homomorfizmem struktury addytywnej rozważanych obiektów (pierścieni, ciał czy też przestrzeni liniowych). W teorii liczb jednak rozważa się całkowicie inną własność funkcji określaną tym samym terminem.

## Definicje
Niech {\displaystyle (K,+)} oraz {\displaystyle (L,+)} będą grupami abelowymi.
- Powiemy, że funkcja {\displaystyle f\colon K\to L} jest addytywna jeśli

{\displaystyle f(x+y)=f(x)+f(y)} dla wszystkich {\displaystyle x,y\in K.}
O addytywnych funkcjach rzeczywistych {\displaystyle f\colon \mathbb {R} \to \mathbb {R} } mówimy też, że spełniają równanie funkcyjne Cauchy’ego.
- Jeśli grupa {\displaystyle (L,+)} jest grupą liniowo uporządkowaną przez relację {\displaystyle \leqslant } to funkcję {\displaystyle f\colon K\to L} nazwiemy podaddytywną jeśli

{\displaystyle f(x+y)\leqslant f(x)+f(y)} dla wszystkich {\displaystyle x,y\in K.}
Powyższe pojęcie jest rozważane głównie gdy {\displaystyle (L,+)} jest grupą addytywną liczb rzeczywistych (z naturalnym porządkiem).

## Własności
Poniżej, mówiąc o funkcjach addytywnych myślimy o addytywności w sensie homomorfizmów grup addytywnych.
- Z zasady indukcji matematycznej można wnioskować, iż dla każdej addytywnej funkcji {\displaystyle f\colon K\to L} zachodzi

{\displaystyle f\left(\sum _{i=1}^{n}~x_{i}\right)=\sum _{i=1}^{n}f(x_{i})} dla wszystkich {\displaystyle x_{1},\dots ,x_{n}\in K,} {\displaystyle n\in \mathbb {N} .}
Stąd też, powyższą własność nazywa się skończoną addytywnością, a funkcje addytywne nazywamy też funkcjami skończenie addytywnymi.
- Załóżmy, że funkcja addytywna {\displaystyle f\colon \mathbb {R} \to \mathbb {R} } spełnia jeden z następujących warunków:

(a) {\displaystyle f} jest ciągła w przynajmniej jednym punkcie lub
(b) {\displaystyle f} jest monotoniczna na pewnym przedziale lub
(c) {\displaystyle f} jest ograniczona na pewnym przedziale.
Wówczas {\displaystyle f(x)=f(1)\cdot x} dla wszystkich {\displaystyle x\in \mathbb {R} } (to znaczy, {\displaystyle f} jest funkcją jednorodną).
Pierwszy wynik powyższej postaci był uzyskany przez Augustina Cauchy’ego.
- W 1905, Georg Hamel[2] udowodnił, że jeśli założymy AC, to istnieją funkcje addytywne {\displaystyle f\colon \mathbb {R} \to \mathbb {R} } które nie są ciągłe.